# Толочко Роман Любомирович
Рома́н Любоми́рович Толо́чко (нар. 11 грудня 1968, Львів, Українська РСР, СРСР) — радянський та український футболіст і тренер. Півзахисник, грав, зокрема, за «Металіст» (Харків), «Прикарпаття» (Івано-Франківськ), «Карпати» (Львів), «Газовик-Скалу» (Стрий) та угорський «Печ». Майстер спорту України. Головний тренер ФК «Нива (Тернопіль, 1978)».

## Життєпис
Вихованець СДЮШОР «Карпати» (Львів). Перший тренер — Юрій Михайлович Дячук-Ставицький.
Навчався у Львівському інституті фізичної культури.
Виступав за клуби: «Металіст» (Харків), «Прикарпаття» (Івано-Франківськ), «Галичина» (Дрогобич), «Карпати» (Львів), «Печ» (Угорщина), «Волинь» (Луцьк), «Львів», «Закарпаття» (Ужгород), «Газовик-Скала» (Стрий) і ФК «Вишня» (Судова Вишня).
Тренував «Карпати-2» (Львів), зараз тренує молодіжний склад «Карпат». У сезоні 2009/10 разом із командою «Карпат» добився історичного успіху, вигравши першість України серед молодіжних складів.
З 2022 року працює тренером-викладачем у КЗ ДЮСШ “Карпати” та обіймає посаду старшого тренера цієї футбольної школи.